# Прощальный квартет
«Прощальный квартет» (англ. A Late Quartet) — американский фильм 2012 года израильско-американского режиссёра Ярона Зильбермана. Главные роли исполнили Филип Сеймур Хоффман, Кристофер Уокен, Кэтрин Кинер, Марк Иванир и Имоджен Путс. Мировая премьера состоялась на Кинофестивале в Торонто в 2012 году.
Фильм рассказывает о сложных взаимоотношениях музыкантов, играющих в струнном квартете. Музыканты переживают сложные личные драмы, при этом их отношения влияют на музыкальную деятельность квартета. Но музыка важнее всего, и именно она заставляет переживать личные жизненные драмы и принимать непростые личные решения.

## Сюжет
Действие фильма разворачивается зимой в Нью-Йорке. Струнный квартет «Фуга» готовится дать концерт накануне своего 25-летия. Во время репетиции виолончелист Питер Митчелл, переживающий смерть жены, несколько раз ошибается. Музыканты решают перенести репетицию. Питер обращается к врачу, который диагностирует у Питера начальную стадию болезни Паркинсона. Питер надеется, что современные лекарства и физические упражнения замедлят прогрессирование болезни и он сможет выступить вместе с квартетом на концерте.
Алекс, дочь Роберта и Джульетт Гелбарт, также занимается игрой на скрипке. Родители хотят подарить ей хорошую скрипку одного из старых мастеров. Во время аукциона скрипку XIX века, которую они хотели приобрести в подарок, покупает перекупщик за 25 тысяч долларов. Расстроенные Роберт и Джульетт ссорятся.
Тем временем, между лидером квартета Дэниелом и Алекс начинаются романтические отношения. Музыканты продолжают репетиции в доме Питера. Роберт упрекает Дэниела в том, что он чрезмерно доминирует в их квартете и что их игра стала технически точной и академичной, но лишилась живых эмоций. Он призывает коллег добавить импровизации и сыграть музыку без нот. Джульетт, которая знает о романе Дэниела и Алекс, сообщает об этом во время репетиции. Взбешённый Роберт устраивает драку с Дэниелом. Питер советует Дэниелу прекратить отношения с Алекс.
Во время одной из встреч с Алекс Дэниел дарит ей ту самую скрипку, которую её родители не смогли купить на аукционе. На замечание Алекс о том, что она стоит очень дорого,  Дэниел отвечает, что эту скрипку он получил от человека, который многим ему обязан. Дэниел предлагает Алекс организовать новый квартет, где они могут играть вместе. Тем не менее, Алекс отказывается и объявляет Дэниелу о разрыве отношений с ним.
На некоторое время болезнь Питера отступает, но он, понимая, что болезнь вернётся, начинает искать себе замену в квартете. К счастью, Нина Ли, — его знакомая виолончелистка, — соглашается заменить Питера.
Наступает день концерта. Во время выступления квартет исполняет 131-й опус Бетховена. Перед началом VII части опуса Питер откладывает в сторону виолончель и представляет публике новую участницу квартета.
После небольшой паузы Дэниел, по призыву Роберта, закрывает свою нотную партитуру. Его примеру следуют остальные участники квартета и завершают исполнение опуса на сцене. Питер занимает место в зрительном зале под аплодисменты зрителей.

## В ролях
- Филип Сеймур Хоффман — Роберт Гелбарт, вторая скрипка
- Кристофер Уокен — Питер Митчелл, виолончель
- Кэтрин Кинер — Джульетт Гелбарт, альт, жена Роберта
- Марк Иванир — Дэниел Лернер, первая скрипка
- Имоджен Путс — Александра Гелбарт, дочь Роберта и Джульетт
- Анне Софи фон Оттер — Мириам, жена Питера
- Мадхур Джаффри — доктор Надир
- Лираз Чархи — Пилар, танцовщица фламенко
- Уоллес Шоун — Гидеон Роузен

## Критика
Фильм получил положительные отзывы кинокритиков. На сайте Rotten Tomatoes фильм имеет рейтинг 76% на основе 113 рецензий со средним баллом 6,5 из 10. На сайте Metacritic фильм имеет оценку 67 из 100 на основе 31 рецензии критиков, что соответствует статусу «в целом положительные отзывы».